# Jeruk Soksok
Jeruk Soksok is een bestuurslaag in het regentschap Bondowoso van de provincie Oost-Java, Indonesië. Jeruk Soksok telt 2907 inwoners (volkstelling 2010).